# Francis Obikwelu

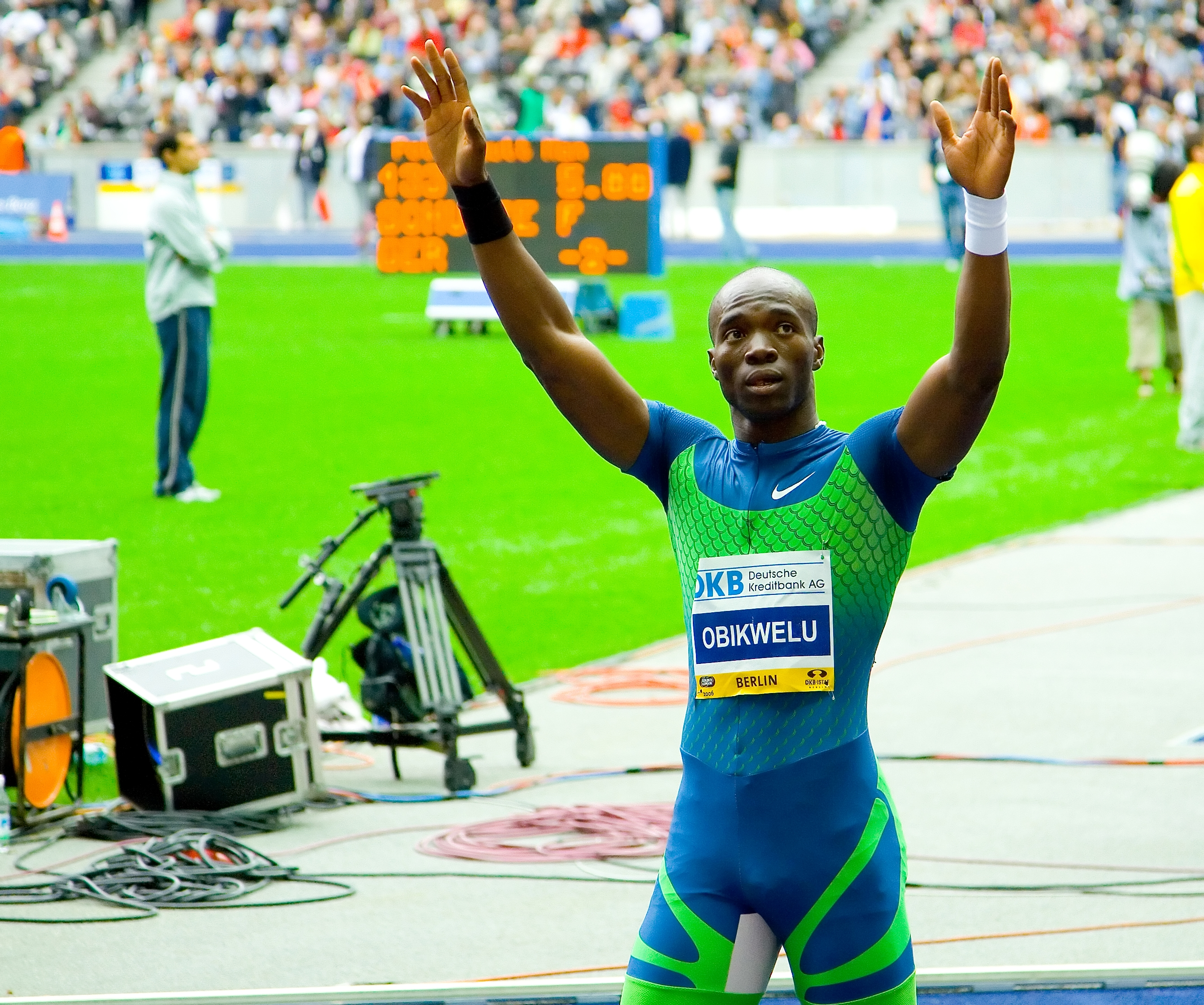
Francis Obikwelu.

Francis Obiorah Obikwelu - n. el 22 de noviembre de 1978 en Nigeria, y nacionalizado portugués desde 2001 es un exatleta especialista en pruebas de velocidad. Fue subcampeón olímpico de los 100 metros en Atenas 2004, donde batió el récord de Europa con 9,86. Además se proclamó Campeón de Europa de 100 y 200 metros en Gotemburgo 2006.

## Inicios
Cuando tenía 14 años jugaba al fútbol en Nigeria, pero su entrenador se dio cuenta de su potencial en el atletismo y le aconsejó que probase este deporte. Dos años después representó a Nigeria en los Campeonatos de África junior de 1994, donde ganó la medalla de plata en los 400 metros lisos.
Ese mismo año participó en los Campeonatos del Mundo junior en Lisboa, donde fue eliminado en semifinales de los 400 metros lisos. Sin embargo decidió quedarse a vivir en Lisboa y no regresar a Nigeria. Los primeros tiempos en Portugal fueron duros para él, y sobrevivió trabajando como albañil, y a veces durmiendo en la caseta del Estadio Nacional, al lado de las pistas donde se entrenaba.
Participó en los Juegos Olímpicos de Atlanta 1996, donde fue semifinalista en los 200 metros. Semanas después se proclamó en Sídney campeón del mundo junior de 100 y 200 metros.
Participó en los Mundiales de Atenas 1997, donde fue semifinalista en los 100 metros, y ganó la medalla de plata con el equipo nigeriano de relevos 4 x 100 metros. Esta fue su primera medalla en un gran campeonato.
Su primer gran éxito a nivel individual fue la medalla de bronce de los 200 metros en los Mundiales de Sevilla 1999, tras el estadounidense Maurice Greene (oro) y el brasileño Claudinei da Silva (plata).
Sin embargo al año siguiente en los Juegos Olímpicos de Sídney 2000 no pudo pasar de semifinales en esta prueba y además se lesionó en una rodilla.

## Nacionalizado portugués
A continuación tomó la decisión de nacionalizarse portugués, debido a sus conflictos con los dirigentes deportivos de Nigeria, que no le ayudaron durante su lesión pese a habérsela hecho compitiendo para Nigeria. El propio Obikwelu tuvo que pagarse de su bolsillo el viaje a Canadá para operarse la rodilla.
Finalmente obtuvo la nacionalidad portuguesa en octubre de 2001. Estos trámites le impidieron participar en los Mundiales de ese mismo año en Edmonton.
En 2002, ya con su nueva nacionalidad se proclamó Campeón de Europa de los 100 metros y subcampeón en los 200 metros, donde fue batido por el griego Kenteris.
Su mejor momento deportivo llegó en los Juegos Olímpicos de Atenas 2004, donde en las eliminatoria de los 100 metros ya se mostró como uno de los velocistas más en forma. En la final no tuvo una buena salida pero remontó en la segunda mitad de la carrera para alzarse con la medalla de plata tras el estadounidense Justin Gatlin, que le superó por una sola centésima de segundo. El tiempo de Obikwelu fue de 9,86 un nuevo Récord de Europa arrebatándoselo al británico Linford Christie que lo tenía con 9,87 desde 1993.
Obikwelu disputó también la final de los 200 metros, donde acabó 5.º.
Al año siguiente, no pudo obtener medalla en los Mundiales de Helsinki, donde fue 4.º en los 100 metros.

## 2006
En los Campeonatos de Europa de atletismo de Gotemburgo 2006 consiguió hacer el doblete ganando en 100 y 200 metros, la primera vez que se conseguía esto en categoría masculina. Según dijo el propio Obikwelu, su objetivo era ganar ambas pruebas bajando de 10 segundos en los 100 y de 20 segundos en los 200. Hizo 9,99 en los 100 pero en los 200 se quedó en 20,01
Obikwelu es un velocista alto (1'95), lo que hace que sus salidas no sean excesivamente rápidas y tenga dificualtades en los primeros metros. Sin embargo su capacidad de aceleración en la segunda mitad de la carrera es quizá la mejor del mundo. Según él mismo dice, está preparado para correr en 9,80 
El velocista al que más admira es el namibio Frank Frederics.
Actualmente vive en Loeches, Madrid, y su entrenador es el español Manuel Pascua Piqueras.

## Resultados
- Mundiales junior de Sídney 1996: 1.º en 100 m (10,21), 1.º en 200 m (20,47).
- Juegos Olímpicos de Atlanta 1996: semif. 200 m (20,56).
- Mundiales de Atenas 1997: 2.º en 4 × 100 m (38,07), semif. 100 m (10,20).
- Mundiales de Sevilla 1999: 3.º en 200 m (20,11).
- Juegos Olímpicos de Sídney 2000: semif. 200 m (20,71).
- Europeos de Múnich 2002: 1.º en 100 m (10,06), 2.º en 200 m (20,21).
- Juegos Olímpicos de Atenas 2004: 2.º en 100 m (9,86), 5.º en 200 m (20,14).
- Mundiales de Helsinki 2005: 4.º en 100 m (10,97).
- Europeos de Gotemburgo 2006: 1.º en 100 m (9,99), 1.º en 200 m (20,01).

## Mejores marcas
- 100 metros: 9.86 (Juegos Olímpicos de Atenas, 2004).
- 200 metros: 19.84 (Mundiales de Sevilla, 1999).
- 400 metros: 46.29 (1998).